# Дисилицид рения
Дисилицид рения — неорганическое соединение 
рения и кремния 
с формулой ReSi2, 
кристаллы.

## Получение
- Нагревание стехиометрических количеств чистых веществ:

{\displaystyle {\mathsf {Re+2Si\ {\xrightarrow {1900^{o}C}}\ ReSi_{2}}}}

## Физические свойства
Дисилицид рения образует кристаллы
тетрагональной сингонии,
пространственная группа I 4/mmm,
параметры ячейки a = 0,3131 нм, c = 0,7676 нм, Z = 2,
структура типа дисилицида молибдена MoSi2
.
Соединение конгруэнтно плавится при температуре 1980°С (1940°С).
В некоторых работах  соединению приписывается состав ReSi1,8.